# Московский институт теплотехники
АО «Корпорация „Моско́вский институ́т теплоте́хники“» (МИТ) — российское научно-исследовательское и производственное предприятие оборонно-промышленного комплекса, расположено в городе Москве (район Отрадное). Основная продукция — межконтинентальные баллистические ракеты: как стратегического, так и тактического назначения. Из-за вторжения России на Украину институт находится под санкциями всех стран Евросоюза, США, Украины, Японии, Швейцарии и Новой Зеландии.

## История
На месте Московского института теплотехники до войны стоял инвалидный дом — два 2-этажных кирпичных здания, одно для мужчин-инвалидов, другое — для женщин. Инвалиды умирали, и хоронили их тут же, на территории дома. Такое кладбище было обнаружено работниками МИТа во время проведения земляных работ в 1951 году. Куда дели обнаруженные останки скончавшихся здесь инвалидов — неизвестно. В первые месяцы войны инвалидный дом был эвакуирован за Подольск и вместо него был размещён завод по ремонту самолётов (будущий МИТ).
19 апреля 1945 года Государственный комитет обороны СССР с подачи народного комиссара комиссариата боеприпасов СССР Б. Л. Ванникова постановлением № 8206 поручил создать в НК боеприпасов конструкторское бюро и опытный завод по реактивным снарядам. В соответствии с этим постановлением в 1945 году было создано государственное центральное конструкторское бюро ГЦКБ-1 наркомата боеприпасов, активно занявшееся сбором материалов по германской ракетной технике.
В ходе послевоенной реорганизации народного хозяйства СССР в начале 1946 года наркомат боеприпасов был преобразован в Министерство сельскохозяйственного машиностроения СССР.
Постановлением Совета Министров СССР № 1017—419сс от 13 мая 1946 года Министерству сельского машиностроения было предписано создать Научно-исследовательский институт пороховых реактивных снарядов на базе ГЦКБ-1. От этого события обычно считается история института.
15 мая 1946 года приказом министра Минсельхозмаша № 114сс в составе 6-го Главного управления был создан НИИ пороховых реактивных снарядов на базе ГЦКБ-1, получивший наименование НИИ № 1. 18 мая 1946 года приказом № 118сс НИИ-1 (бывший ГЦКБ-1) был включён в состав вновь образованного Главного управления по реактивной технике министерства. В 1947 году приказом министра № 126 было утверждено Положение об институте НИИ-1 (организации с таким же названием существовали во многих отраслях, что считалось дополнительным условием соблюдения секретности работ).
Осенью 1946 года НИИ-1 Минсельхозмаша приступило к разработке 11 образцов ракетной техники: снаряда по типу германской пороховой ракеты «Rheinbote» для стрельбы на 50 км, реактивного авиаснаряда калибром 210 мм для стрельбы с самолёта по наземным целям, реактивного авиаснаряда калибром 82 мм для стрельбы по воздушным целям, противотанкового кумулятивного снаряда, способного пробивать 200 мм броню, реактивного зенитного снаряда по типу германской ракеты «Рейнтохтер» и других.
Впоследствии НИИ-1 относился к Государственному комитету по обороной промышленности и Министерству оборонной промышленности. В марте 1966 года в связи с масштабной реорганизацией всей ракетной промышленности СССР НИИ-1 был переименован в Московский институт теплотехники Министерства оборонной промышленности СССР.
В 1968 году «за выдающиеся заслуги в создании, освоении и передаче народному хозяйству образцов новой техники» (за создание комплекса «Темп-С») институт был награждён орденом Ленина, а в 1976 году — вторым орденом Ленина (за создание комплекса «Темп-2С»).
В 1998 году преобразован в Федеральное государственное унитарное предприятие «Московский институт теплотехники».
По состоянию на 2009 год предприятие входило в структуру «Роскосмоса».
В конце 2010 года предприятие преобразовано в открытое акционерное общество "Корпорация «МИТ», в которое, помимо МИТа, вошёл ряд других предприятий. Общество вошло в структуру «Росимущества».

## Состав корпорации[10][11]
- ОАО Научно-производственный комплекс «Альтернативная энергетика» (Электроугли)
- ОАО «ЦНИИСМ» (Хотьково) (ранее был известен как «Центральный научно-исследовательский институт специального машиностроения»)
- АО «Головное особое конструкторское бюро «Прожектор»» (Москва)
- АО Федеральный научно-производственный центр «Алтай» (Бийск)
- ОАО «Воткинский завод» (Воткинск)
- АО «Федеральный научно-производственный центр „Титан-Баррикады“» (Волгоград)
- АО Московский машиностроительный завод «Вымпел» (Москва)
- АО «Ижевский мотозавод „Аксион-холдинг“» (Ижевск)

## Руководители

### Директора
- Саханицкий, Анатолий Викторович (1897—1977) — директор с 1946 года по 1947 год
- Дятлов, Дмитрий Григорьевич (1907-?) — директор с 1947 года по 1952 год
- Бодров, Сергей Яковлевич (1905—1960) — директор с 1952 года по 1960 год
- Надирадзе, Александр Давидович (1914—1987) — директор и главный конструктор с 1961 года по 1987 год.
- Лагутин, Борис Николаевич — директор и генеральный конструктор с 1987 года по 1997 год.
- Соломонов, Юрий Семёнович — директор и генеральный конструктор с 1997 года по июль 2009 года,
- Дорофеев, Александр Алексеевич — исполняющий обязанности (июль-сентябрь 2009).
- Никулин, Сергей Петрович — директор с сентября 2009 по 2018 годы.
- Пономарёв, Сергей Алексеевич — генеральный директор с 2018 года по 2021 н/в (с перерывами в декабре 2020 г. - январе 2021 г.)
- Суворов, Станислав Станиславович — генеральный директор с 2021 года[12].

### Председатели совета директоров
- Владимир Поповкин — до 2 декабря 2011 года
- Александр Шляхтуров — со 2 декабря 2011 года по 25 декабря 2020 года[11].

## Основные направления деятельности
Основные направления деятельности МИТ:
- стратегические грунтовые подвижные комплексы с межконтинентальными баллистическими ракетами (МБР) на твёрдом топливе;
- МБР на твёрдом топливе шахтного базирования;
- МБР подводного запуска;
- ракеты-носители лёгкого класса на базе технологий и производства МБР;
- участие в космических программах и проектах;
- разработка продукции гражданского и двойного назначения;

### Разработки
За время существования МИТ выполнил более 60 законченных и продолжающихся разработок ракетной и иной техники как военного, так и гражданского назначения:
- для ракетных войск стратегического назначения:
  - комплекс Темп-2С;
  - комплекс РСД-10 «Пионер»;
  - РТ-2ПМ «Тополь»;
  - РТ-2ПМ2 «Тополь-М»;
  - РС-24 «Ярс» и их модификации;
- для сухопутных войск:
  - тактический ракетный комплекс 2К1 Марс с неуправляемой твердотопливной ракетой;
  - тактический ракетный комплекс 2К4 Филин с неуправляемой твердотопливной ракетой;
  - семейство тактических ракетных комплексов с неуправляемыми твердотопливными ракетами «Луна» («Луна», «Луна-М», «Луна-МВ», «Луна-ТС», «Луна-3»);
  - оперативно-тактический ракетный комплекс 9К76 «Темп-С» с ракетой 9М76;
- для военно-морского флота:
  - стратегический ракетный комплекс «Булава»;
  - противолодочные комплексы РПК-1 «Вихрь» (ракета 82Р),
  - РПК-5 «Ливень» (ракета 85РУ),
  - РПК-9 «Медведка» (ракета-торпеда МПТ-1УЭ);
- для военно-воздушных сил и авиации военно-морского флота:
  - неуправляемые авиационные ракеты С-2, С-5, С-21, С-24,
  - система «АС-71»
- изделия для инженерных войск, Военно-космических сил, Министерства по чрезвычайным ситуациям РФ
- участие в разработке и внедрении Московской монорельсовой транспортной системы
- в районе Отрадное на базе Института теплотехники опытный образец маглев.